# Gajano
Gajano és una localitat del municipi de Marina de Cudeyo (Cantàbria, Espanya).
La localitat està situada a 1'3 km de la capital municipal, Rubayo, i a 33 metres d'altitud sobre el nivell del mar. L'any 2010, Gajano tenia 479 habitants.
Els barris que componen la localitat són: El Hoyo, El Puente, La Corralera, La Cotera, La Encina, Alto La Higuera, La Llama, La Mina, Los Corrales, Piñero, Peñiro, Presmanes i La Riva.

## Patrimoni
Destaca del seu patrimoni la Torre de Riva Herrera (construïda el segle xvi i reformada el segle xvii), declarada bé d'Interès cultural l'any 1992.
A més també són d'interès:
- Església de San Martín
- Ermita de Nuestra Señora de las Nieves

## Fills il·lustres
En aquesta localitat va néixer el mestre picapedrer Juan de Herrera «El Trasmerano» (segle xvi).